# Gerandeter Saftkugler

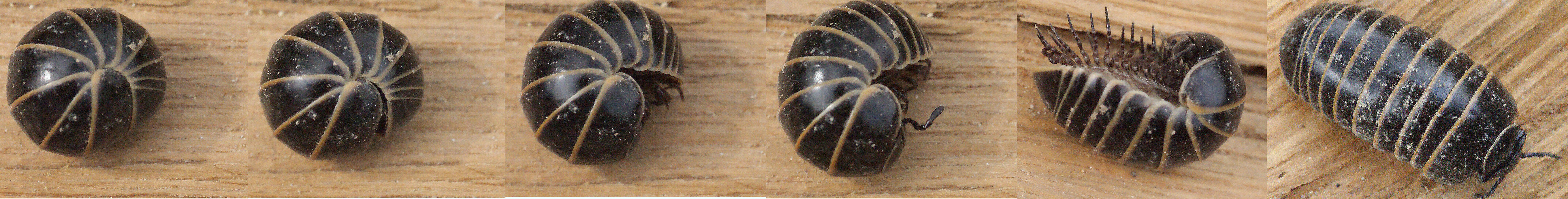
Die Bilderreihe zeigt, wie sich ein Gerandeter Saftkugler entrollt.

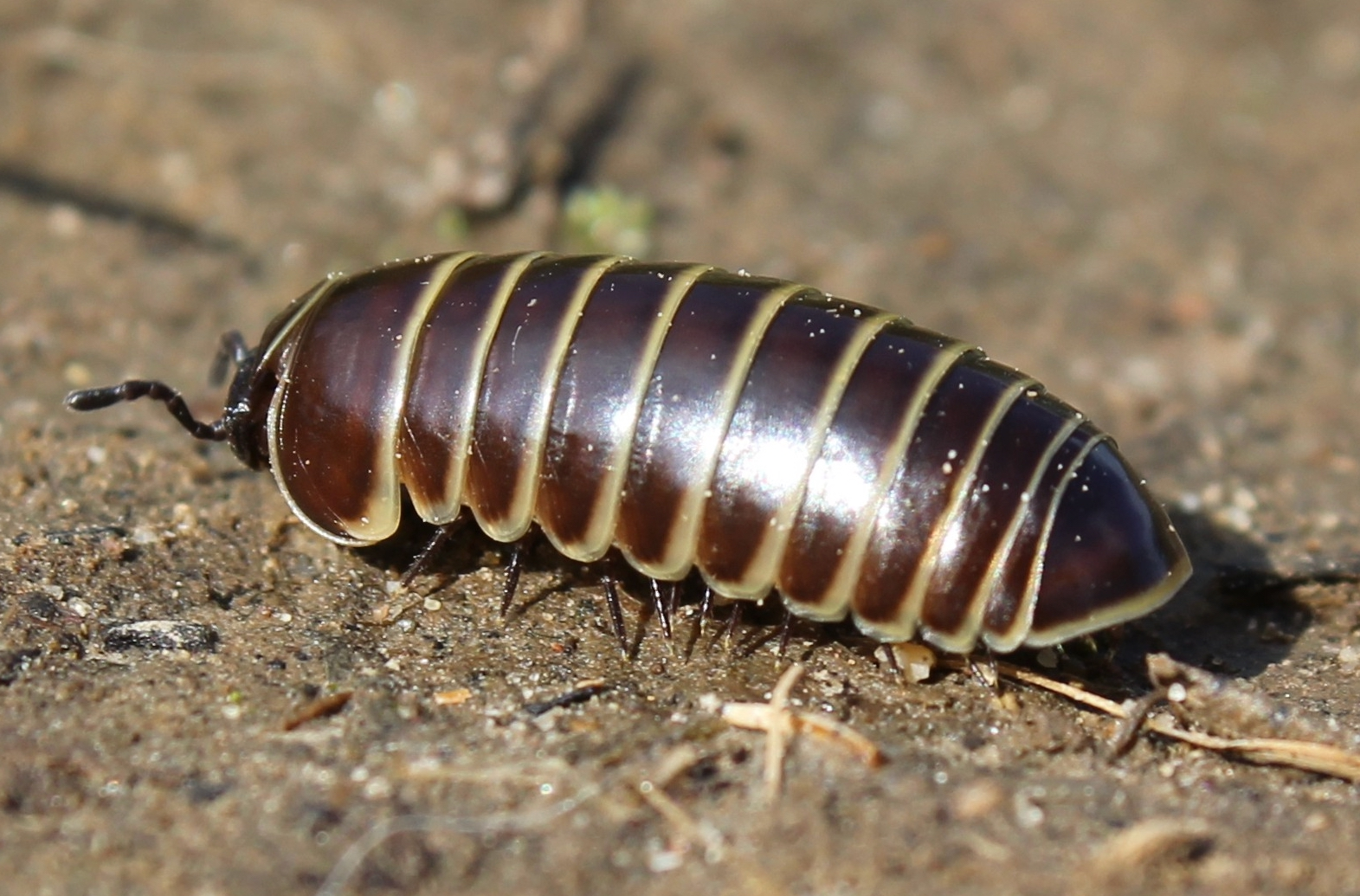
Ein bräunlicher gefärbtes Exemplar

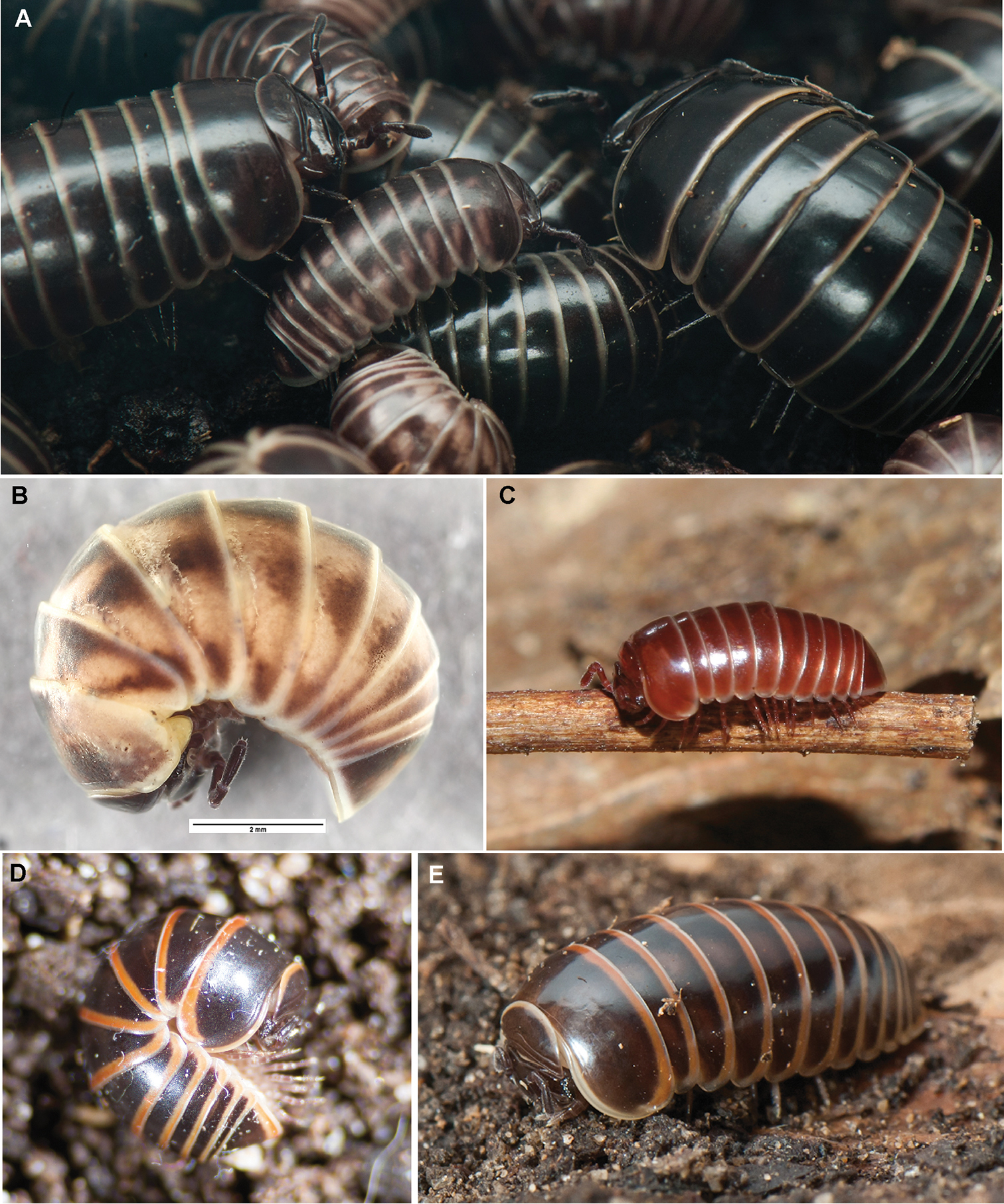
Verschiedene Farbmorphen von Glomeris marginata. A: Normale Individuen und juvenile Individuen mit Fleckenmuster. B: Eine besonders helle perplexa-Variante. C: Ein Rufino. D und E: Exemplare mit einem bräunlichen Hinterrand der Rückenplatten.

Der Gerandete Saftkugler (Glomeris marginata) ist ein Tausendfüßer der Ordnung Saftkugler. Weitere Namen sind Gesäumter Saftkugler oder synonym Oniscus marginata, im Englischen Pill millipede. Der wissenschaftliche Name leitet sich vom lateinischen glomeris = Knäuel' sowie marginare = einfassen' ab. Er hat eine Reihe von geschickten Schutz- und Abwehrstrategien entwickelt, um möglichen Prädatoren zu entgehen, was auch namensgebend für die Art ist. Diese Eigenschaften sind zum Beispiel das Zusammenrollen zu einer asymmetrischen Kugel (Kugelungsvermögen) oder das Ausstoßen eines wirksamen Wehrsekretes.

## Beschreibung
Die Körperlänge der adulten Tiere beträgt 7–20 mm, die Körperbreite 3,5–8 mm, wobei das Männchen im Durchschnitt etwas kleiner ist als das Weibchen. Der Rücken wird von zwölf Platten bedeckt, von denen die erste der Halsschild und die zweite und größte der Brustschild ist, gefolgt von zehn weiteren Platten. Diese Rückenschilde (Tergite) sind einfarbig schwarz oder dunkelbraun gefärbt und am Hinterrand schmal weiß bis weißlichgelb gerandet, ein Merkmal, das die Art von den anderen heimischen Arten, die meist Fleckenmuster auf den Rückenschilden besitzen, unterscheidet. Selten und vor allem in Schweden treten auch Albinos auf. Diese können auch einen aus dunklen Längsflecken zusammengesetzten Mittelstreifen aufweisen, der an die Färbung von Glomeris klugii erinnert. Diese Exemplare können aber dennoch G. marginata zugeordnet werden, da bei ihnen der Hinterrand der Rückenplatten ebenfalls schmal hell gesäumt ist. Auch Rufinos – rötliche oder gelbliche Individuen – können selten auftreten, so wie rehbraune Individuen (var. lucida). Die Beine von Glomeris marginata sind bräunlichgelb gefärbt. Weibchen besitzen 17 Laufbeinpaare, die Männchen haben zwei zusätzliche, zangenförmige Gliedmaßen (Telopoden), die bei der Paarung eingesetzt werden können.
Die Jugendstadien zeigen eine abweichende Färbung. Die Grundfarbe ist grau bis graubraun mit je 4 helleren Flecken auf den Rückenschildern, die in verwaschenen weißlichen Fleckenreihen angeordnet sind, die sogenannte „perplexa“-Zeichnung. Deshalb können Juvenile von G. marginata leicht mit anderen gefleckten Arten verwechselt werden, wie Glomeris connexa, Glomeris pustulata oder Glomeris tetrasticha. Die helle Umrandung wird mit zunehmendem Alter gelblicher und die Umgrenzung wird schärfer. In seltenen Fällen wird die Jugendfärbung auch noch bei ausgewachsenen Tieren beibehalten, hier handelt es sich um die „forma perplexa“. Die juvenilen Tiere sind kleiner als die adulten und haben noch nicht die 12 Körperringe der Adulten.
Das Aussehen von Glomeris marginata ähnelt dem der Rollasseln (Gattung Armadillidium, z. B. Gemeine Rollassel), vor allem wegen der glatten, hochgewölbten Körperform und dem Einrollvermögen, wobei die Saftkugler eine gleichmäßigere Segmentierung aufweisen und an der Anzahl der Beine zu unterscheiden sind (s. Artikel Saftkugler).

## Verbreitung
Glomeris marginata ist in weiten Teilen West- und Mitteleuropas verbreitet und dringt von allen europäischen Saftkugler-Arten am weitesten nach Norden vor. Die Art findet sich vom Nordosten der Iberischen Halbinsel über die Pyrenäen und Frankreich bis nach Irland und Großbritannien im Nordwesten. Hier kommt die Art bis ins südliche Schottland vor. Östlich davon lebt die Art im Norden Italiens, in der Schweiz, in Deutschland, Belgien, Luxemburg und den Niederlanden. Im Norden Zentraleuropas ist die Art in Dänemark und den südlichen Gebieten Schwedens und Norwegens zu finden. Sie ist die einzige Art, die in Mitteleuropa auch nördlich der Mittelgebirge noch weit verbreitet ist. In Deutschland und Österreich erreicht die Art ihre östliche Arealgrenze, im Westen von Polen werden nur selten Exemplare gefunden.
In Deutschland ist die Art vor allem im Westen bis Nordwesten verbreitet. Man findet sie hier verbreitet im Saarland, in Rheinland-Pfalz, Nordrhein-Westfalen, Hessen, Thüringen und dem südwestlichen Sachsen-Anhalt sowie etwas zerstreuter im Rest von Sachsen-Anhalt, in Niedersachsen, Schleswig-Holstein, Mecklenburg-Vorpommern, Brandenburg und an wenigen Stellen in Sachsen. Außerdem kommt sie an vielen Fundstellen im nördlichen Baden-Württemberg und dem nördlichen Bayern vor. Bis auf den Osten und Nordosten Deutschlands gilt die Art als weit verbreitet und häufig, sie ist die häufigste heimische Saftkugler-Art und ungefährdet.
Bei G. marginata handelt es sich um eine Expansionsart, die sich von eiszeitlichen Rückzugsgebieten südwestlich von Mitteleuropa aus nach Nordosten ausgebreitet hat. Sie ist die einzige Art der Ordnung, die es geschafft hat, das Norddeutsche Tiefland zu großen Teilen zu besiedeln und sogar noch weiter nach Norden vorzudringen.

## Lebensraum
Glomeris marginata ist eine eurytope Waldart, die aber im Unterschied zu den meisten Arten der Saftkugler keine Präferenz für bestimmte Kleinlebensräume zeigt, sondern ein Generalist ist. So kommt die Art häufig auch im Offenland vor und kann nicht als reine Waldart betrachtet werden. In nordhessischen Wäldern ist die Art der häufigste Doppelfüßer und findet sich in Biotopen auf Muschelkalk, Basalt und Buntsandstein. In Südhessen ist die Art als trockenresistente, feuchtigkeitsindifferente eurytope Art bekannt, die ihren Schwerpunkt im Wald hat, aber auch in offenen Habitaten vorkommt. In Thüringen ist die Art vor allem von Trockenhängen, z. T. mit Trockenrasen, bekannt. In Rheinland-Pfalz gilt die Art als sehr euryöker Waldbewohner, der in allen Waldgesellschaften zahlreich ist, unabhängig vom Kalkgehalt und Säuregrad des Bodens. In Baden-Württemberg lebt die Art überwiegend in Wäldern, jedoch auch in lockeren Gebüschformationen. Im Nordosten Deutschlands ist die Art vor allem aus Wäldern, wie Buchenwaldungen, bekannt. Im Mainzer Sand ist die Art auch auf Wiesen mit Hecken und Obstbäumen (Streuobstwiesen) und auf Steppenrasen zu finden. Insgesamt überschreitet die Art im Gebirge nie die Baumgrenze und kommt auf Böden mit pH-Werten zwischen 3,7 und 8,2 vor.
Auch innerhalb der besiedelten Lebensräume ist die Art sehr generalistisch und kommt in der freien Laubstreu, wie auch am Fuß von Bäumen oder in und unter Baumstümpfen häufig vor. Meist findet man die Art unter Totholz oder Steinen. Tagesperiodische Vertikalwanderungen zeigt G. marginata nicht.
Die im Labor herausgefundene Temperaturpräferenz von G. marginata liegt zwischen 18 und 26 °C. Die Art kommt fast ausschließlich in natürlichen Biotopen vor, zeigt also nur einen sehr geringen Grad an Synanthropie.

## Ökologie
Glomeris marginata ist ein typischer Saprobiont, der sich vorwiegend von toter Substanz wie Laubstreu ernährt, aber teilweise auch von Moos, Holz, Gras und sogar Mikroorganismen. Es konnte nachgewiesen werden, dass die Bakterien der aufgenommenen Nahrung im Verdauungstrakt des Tieres kultiviert und in erhöhter Anzahl ausgeschieden werden. Dies bedeutet, dass Glomeris marginata selbst für eine Vermehrung von Mikroorganismen im Boden sorgt. Zudem scheint es in der Lage zu sein, diesen Effekt auch in sauren Böden zu bewirken, wo normalerweise Pilze als Zersetzer vorherrschen. Jedoch enthalten die von Glomeris marginata in signifikanten Mengen produzierten Faeces in Form von Kotpellets nicht nur Bakterien, sondern stellen auch selbst eine wichtige Nahrungsquelle für Würmer dar, die im Boden leben, wie zum Beispiel den Tauwurm. Die Art nimmt ca. 25 mg Streumaterial pro Tag zu sich und kann bei hohen Populationsdichten bis zu 5 % der jährlich anfallenden Streu zersetzen.
Phänologisch betrachtet ist die Art eine mehrjährige Frühjahrs-Herbst-Art mit einem absoluten Aktivitätsmaximum im Frühling (Mai), einem Minimum im Hochsommer (August) und einem zweiten Maximum im Herbst (Oktober). Die Jungtiere schlüpfen im Frühjahr. Sie sind weniger beweglich als die Adulten und werden daher seltener gefunden, sind aber das ganze Jahr über vorhanden und vollziehen die Aktivitätsschwankungen der Erwachsenen in gedämpftem Maße mit. Wenn die Temperaturen im Oktober/November auf 6 °C abfallen, wandert die Art in den Mineralboden, um dort zu überwintern. Im Januar und Februar sind die Tiere an oder nahe der Erdoberfläche fast nie zu finden. Wenn die Temperaturen im Frühjahr ca. 5,5 °C bis 6,3 °C erreichen, kommen sie wieder an die Oberfläche.
Der Gerandete Saftkugler ist eine eher träge Art und hat einen maximalen Aktionsradius von etwa 2 m pro Tag.

## Fortpflanzung
Der Gerandete Saftkugler ist nach drei bis vier Jahren geschlechtsreif. Paarungen finden von März bis Anfang Juni statt, dabei entnimmt das Männchen mit den Mundwerkzeugen aus seinen Geschlechtsöffnungen Sperma und überträgt es in die weiblichen Geschlechtsöffnungen. Anschließend legt das Weibchen die ca. 30 befruchteten Eier einzeln in 2–3 mm große, eiförmige Erdkämmerchen aus Kot und Erde. Teilweise werden auch kleine Stöckchen und Steine in die Erdkapsel integriert. Seltener sind auch 2 Eier in den Kammern zu finden. Je nach Witterungsverhältnissen schlüpfen die Jungtiere nach ungefähr drei bis vier Wochen und werden bei günstigen Lebensbedingungen bis zu 11 Jahre alt. Die Entwicklungszeit vom Schlüpfen bis zur Adoleszenz beträgt 2 bis 3 Jahre bei den Männchen und 3 bis 4 Jahre bei den Weibchen. Die adulten Tiere häuten sich dann nur noch einmal im Jahr.

## Besonderheiten zu den Abwehrstrategien
Unter den Diplopoden ist der Name "Gesäumter Saftkugler" der einzige Artname, der in der deutschen Sprache allgemeine Anerkennung findet. Die Bezeichnung kommt daher, weil er sich im Gegensatz zu anderen Arten, bei Gefahr zur Gänze zusammenrollen und ein Wehrsekret in Form eines durchsichtigen Tropfens absondern kann. Das Wehrsekret enthält Blausäure, sowie Glomerin und Homoglomerin. Die letzteren beiden Inhaltsstoffe gehören zur Gruppe der Chinazolinone und sind, in der mengenmäßigen Konzentration des Wehrsekretes, in der Lage einen wirksamen und bis zu mehrere Tage andauernden sedativen Effekt auf wirbellose Prädatoren auszuüben. Eine Sedierung als Verteidigung bei Wirbeltieren konnte bis dato nicht nachgewiesen werden. Außerdem sind Quinazolinone auch von Bedeutung als Sedativa in der Humanmedizin.

## Taxonomie
Die Art wurde 1789 von Charles Joseph Devillers unter dem Namen Oniscus marginatus erstbeschrieben. Somit ordnete Devillers die Art einer falschen Gruppe von Tieren zu, da die Gattung Oniscus zu den Landasseln gehört und beispielsweise die Mauerassel beinhaltet. Weitere Synonyme der Art von Villers aus dem gleichen Jahr lauten Julus marginatus, womit die Art in eine Gattung gestellt worden wäre, die zu den Schnurfüßern gehört, Lamisca marginatus, Eurypleuromeris marginata und Glomeris marginata, dem noch heute wissenschaftlich korrekten Artnamen der Art. Georges Cuvier beschrieb die Art 1792 als Armadillo marginalis, stellte sie also zu den Rollasseln. Weitere Synonyme der Art lauten Glomeris limbata (Olivier, 1792), Glomeris perplexa Latzel, 1895, Glomeris zonata (Panzer, 1793), Julus limbata Olivier, 1792, Julus oniscoides Steward, 1802, Julus plumbeus Olivier, 1792 und Onychoglomeris marginata (Berlese, 1892).
Ebenfalls häufig zu finden ist die Angabe Glomeris marginata Leach, 1817, die jedoch nicht akzeptiert ist, da die Art unter dem gleichen Namen zuvor schon von Villers beschrieben wurde. Auch die Falschschreibung des Erstbeschreibers als Villiers ist manchmal zu finden sowie die nicht korrekte Angabe Glomeris marginata Berlese, 1892.
Der Myriapoden-Experte Karl Wilhelm Verhoeff beschrieb die Art 1906 als Glomeris connexa perplexa var. rheana, Glomeris connexa ist jedoch eine eigenständige Art.